# Drozdovîci, Horodok
Drozdovîci (în ucraineană Дроздовичі) este un sat în comuna Halîceanî din raionul Horodok, regiunea Liov, Ucraina.

## Demografie
Componența lingvistică a localității Drozdovîci
     Ucraineană (99,88%)
     Alte limbi (0,12%)
Conform recensământului din 2001, majoritatea populației localității Drozdovîci era vorbitoare de ucraineană (99,88%), existând în minoritate și vorbitori de alte limbi.